# Roi
Roi (с фр. — «Король») песня в исполнении французского певца Билала Ассани, с которой он представлял Францию на Евровидение-2019 в Тель-Авиве, Израиль. Выпущена в качестве сингла 11 января 2019 года с помощью лейбла Low Wood.

## Критика
Во время первого полуфинала Destination Eurovision 2019, французский певец Кристоф Виллем, являющийся членом жюри, написал рецензию на песню. Он сказал, что был разочарован в некоторых аспектах, указывая на отсутствие оригинальности, но в целом он хорошо оценил композицию. Этот анализ был плохо воспринят пользователями интернета.
Филипп Маневр, французский журналист, также критиковал песню и исполнителя, заявив:
Не ищите творчества на «Евровидении».
Столкнувшись с этой критикой, Билал защитил конкурс и исправил некоторые замечания журналиста. Зрители, как и Madame Monsieur, также отреагировали на слова Филиппа Маневра.

## Видеоклип

### Производство и выпуск
15 февраля 2019 года на официальном YouTube-канале певца опубликовано официальный клип песни.
Над созданием клипа работали:
- Режиссер-постановщик клипа — Анна Ривоаллан
- Менеджер по производству — Лаура Истаче
- Ассистент производства — Шарлотта Степпе
- Главный оператор — Тьерри ле Мер
- Помощник оператора — Августин Бэйл

### Сценарий
В начале видеоклипа певец без парика, сидит лицом к зеркалам в театральной гримёрке. Билал одет так же, как во время выступления на финале Destination Eurovision 2019. Надев парик, он выходит на сцену. Сначала в зале никого нет, но когда Ассани начинает петь припев, в зале зрители начинают занимать места. В конце он делает рукой знак, изображающий корону, ему начинает аплодировать уже полный зал зрителей.

## Чарты
| Страна (2019)  | Рейтинг |
| -------------- | ------- |
| Франция (SNEP) | 45      |